# Manuel Peskine
Pour les articles homonymes, voir Peskine.
Manuel Peskine est un pianiste et compositeur français.

## Théâtre
- 2007 : L'Idée fixe de Paul Valéry, mise en scène de Bernard Murat  (Théâtre Édouard VII)
- 2008 : Mon père avait raison de Sacha Guitry, mise en scène de Bernard Murat (Théâtre Édouard VII)
- 2011 :  Le Porteur d'histoire d'Alexis Michalik, mise en scène de l'auteur (Théâtre 13 / Studio des Champs-Elysées)

## Filmographie
- 2007 : L'Affaire Sacha Guitry, de Fabrice Cazeneuve (Cinétévé)
- 2011 : Ma Compagne de Nuit d'Isabelle Brocard et Hélène Laurent (Mille et Une Productions)
- 2012 : La Bifle de Jean-Baptiste Saurel (Kazak Productions)